# エンリク・ガジェゴ
エンリク・ガジェゴ・プチセク（Enric Gallego Puigsech  ,  1986年9月12日 - ）は、スペイン・カタルーニャ州バルセロナ出身のサッカー選手。CDテネリフェ所属。ポジションはFW。

## 来歴
2006年にカタルーニャ州の地域リーグでプロデビュー。以降同州のテルセーラ・ディビシオンのチームを渡り歩く。
2009年7月、RCDエスパニョールと契約し、Bチームに配属。2009-10シーズン、セグンダ・ディビシオンBで17試合2得点に終わり、2010年夏にUEコルネリャーに移籍。3シーズンプレーし、55得点を記録した。
2013年7月にCFバダロナに移籍。しかし、その後移籍したUEオロトでも奮わず、2015年1月にコルネリャーに復帰。以降2シーズンで48得点を記録。
2018年1月2日、エストレマドゥーラUDに移籍。加入後20試合で11得点を記録し、チームをセグンダBからセグンダ・ディビシオン昇格へと導く原動力となった。8月24日のデポルティーボ・ラ・コルーニャ戦で、32歳目前で2部リーグ初出場。9月9日のグラナダCF戦で、移籍後初ゴールを記録。更に22日のCFラージョ・マハダオンダ戦ではハットトリックを達成。11月17日のCFレウス・デポルティウ戦では4ゴールを記録し、11月の2部リーグの最優秀選手に選出。この活躍はMARCAでも取り上げられた。
2019年1月16日、SDウエスカと2年半の契約を締結し、念願のラ・リーガでのプレーが実現。19日の本拠地エル・アルコラスでのアトレティコ・マドリード戦で、念願のリーガ初出場。2月1日のレアル・バリャドリード戦で、リーガ初ゴールを決めた。
2019年7月8日、ヘタフェCFへの移籍が発表された。しかし、ヘタフェのプレースタイルに馴染めず、2020年1月28日のCAオサスナへのローン移籍が決まった。
2021年8月24日、CDテネリフェと2年契約を結んだ。